# Ludwig Bär (Musiker)
Ludwig Bär, auch Ludwig Baer, (* 24. November 1844 in Frankfurt am Main; † 23. Dezember 1900 in Darmstadt) war ein deutscher Geiger, Opernsänger, Konzertmeister und Gesangspädagoge.

## Leben
Frühzeitig widmete Bär sich der Musik, wurde Schüler Ferdinand Davids, errang zuerst als Geiger große Anerkennung und brachte es als Instrumentalist zu einer gewissen Bedeutung. Nachdem er sich unter anderem als Konzertmeister des Gewandhausorchesters in Leipzig betätigt hatte, fasste er den Entschluss, seine Stimme, die allgemein als schön bezeichnet wurde, ausbilden zu lassen und den Bühnenweg einzuschlagen. Er nahm Unterricht bei dem Gesangsmeister Johann Reß in Prag, ging jedoch, nachdem er sich bereits in Augsburg versucht hatte (Lehrer: Johann Michael Schwingstein), zur Vollendung seiner Studien nach Berlin. Hierauf wurde er nach Rotterdam verpflichtet, wirkte sodann drei Jahre am Stadttheater Leipzig und trat 1879 in den Verband des Darmstädter Hoftheaters, wo er am 9. März des genannten Jahres als Faust debütierte. Er wirkte an dieser Bühne bis 1896 und trat dann in den Ruhestand. In Würdigung seiner künstlerischen Verdienste wurde er bereits 1889 zum großen herzoglichen Kammersänger ernannt. Bär, der sich vor allem in Wagnerpartien auszeichnete, beschäftigte sich nach seinem Abgang von der Bühne mit der Ausbildung begabter Talente. Er starb in Darmstadt am 23. Dezember 1900.
Seine Enkelin ist die Mezzosopranistin Ada Baer (* 1918).